# 12 Pułk Armat Polowych (austro-węgierski)
Pułk Armat Polowych Nr 12 (FKR. 12) – samodzielna jednostka cesarsko-królewskiej artylerii Armii Austro-Węgier.
Nazwa niemiecka: Feldkanonenregiment 12.

## Skład
- Dowództwo
- 4 x bateria po 6 armat 8 cm FK M.5.
- bateria rezerwowa.

## Dowódca 1914
OberstleutnantLudwig Braun.

## Dyslokacja 1914
Garnizon Budapeszt.

## Podporządkowanie w 1914
IV Korpus, 4 Brygada Artylerii Polowej.